# فرودگاه شهری تیکوندروگا
فرودگاه شهری تیکوندروگا (به انگلیسی: Ticonderoga Municipal Airport) یک فرودگاه همگانی بهره‌برداری هوایی است که یک باند فرود آسفالت دارد و طول باند آن ۱۲۳۲ متر است. این فرودگاه در کشور ایالات متحده آمریکا قرار دارد و در ارتفاع ۸۳ متری از سطح دریا واقع شده است.